# Saint-Guilhem-le-Désert
Saint-Guilhem-le-Désert é uma comuna francesa na região administrativa de Occitânia, no departamento de Hérault. Estende-se por uma área de 38,64 km². Em 2010 a comuna tinha 257 habitantes (densidade: 6,7 hab./km²).
Pertence à rede das As mais belas aldeias de França.